# SharpConstruct
SharpConstruct är ett fritt 3D-modelleringsprogram för objekt med högt antal polygoner, inspirerat av ZBrush. Programmet utvecklas i första hand på GNU/Linux, men det finns även en aktivt underhållen Windows-version för nedladdning. SharpConstruct är fri programvara och licensierat under GPL.
I SharpConstruct jobbar man lite annorlunda än i vanliga 3D-program; arbetssättet är mer likt skulptering än vanlig modellering. Användaren kan rita former, utbuktningar och gropar direkt på ett objekt, släta ut ytor, nypa ihop och dra i kanter. Programmet stöder tryckkänsliga ritbrädor vilket ger hög kontroll över skapandet. Man kan även öka antalet polygoner ordentligt på valda områden för att uppnå högre detaljnivå, skala om proportioner, måla med färg och triangulera. Många fler funktioner är på gång då programmet är under aktiv utveckling, dock mestadels av en enda person för tillfället.
SharpConstruct använder .obj som filformat, vilket innebär att man kan importera modeller från många andra program som Maya eller Blender. I framtiden är det även tänkt att programmet ska kunna generera normal- och displacement-mappar från högpolygonsmodeller.

## Integration med Blender
SharpConstructs skapare har planerat att, under Google Summer of Code 2006, integrera SharpConstructs features till Blender.

## Externa länkar

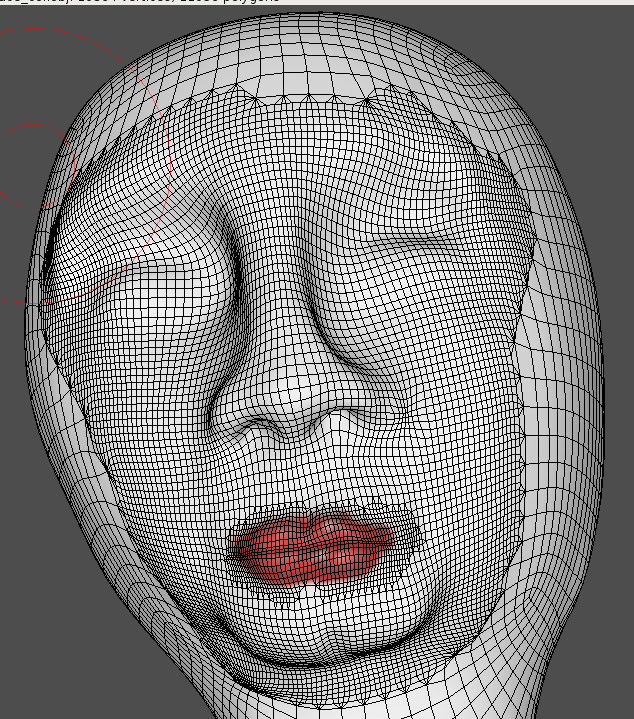
Wireframe av ett ansikte, med olika upplösning på olika områden